# 福建中路 (上海)
福建中路是中華人民共和國上海市黄浦区的一条街道，南北走向，南起延安东路接福建南路，北至南苏州路接福建路桥及福建北路。长1105米，宽12.2米到24米。福建中路沿路传统上是商住混合区，多石库门住宅，沿街开设铺面。
福建中路修筑于1672年（清康熙十一年），从洋泾浜（今延安东路）上的郑家木桥向北通往苏州河上的老闸桥附近，路面曾铺石板，故俗名闸路或石路，是租界开辟以前唯一可通行的的道路。1855年英租界当局改筑闸路，取名沙克里路（英語：Shaklee Road）。1865年，上海公共租界工部局决定将租界内南北道路以中国省份命名，将此路正式定名为福建路。1946年，中国政府接收租界后，改名为福建中路。
福建中路与中心区多条东西向道路交汇，自南向北为：
- 延安东路
- 北海路
- 广东路
- 福州路
- 汉口路
- 九江路
- 南京东路
- 天津路
- 宁波路
- 南无锡路
- 北京东路
- 南苏州路